# Sluseholmens kanalstad

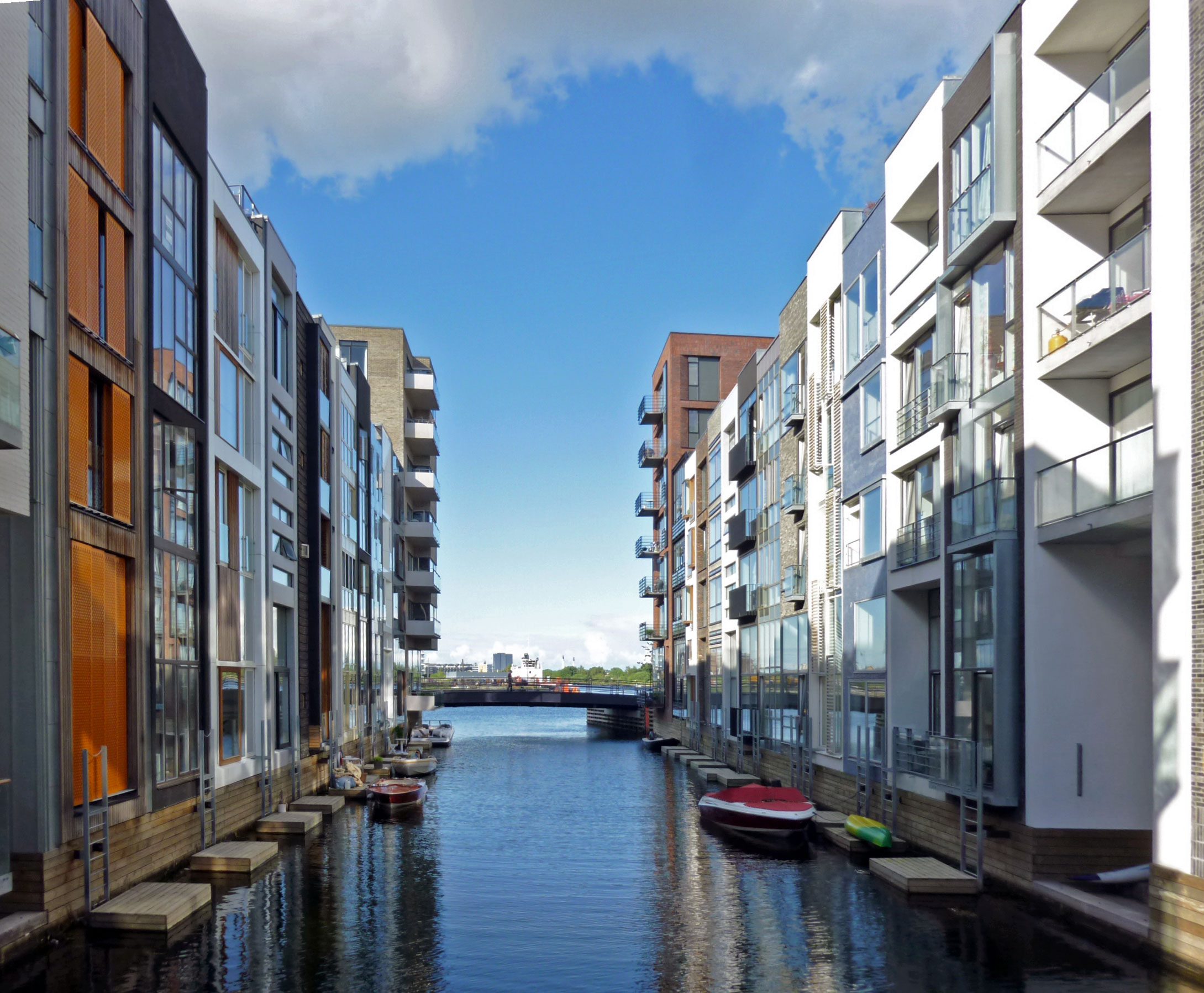
Sluseholmens kanalstad

Sluseholmens kanalstad (danska: Sluseholmen Kanalby) är ett bostadsområde byggt 2005–2009 på halvön Sluseholmen i Sydhavnen i södra Köpenhamn, Danmark. Området består av 1350 lägenheter, byggda på åtta konstgjorda öar åtskilda av grävda kanaler. Varje ö bildar ett slutet kvarter med 4-7 våningar höga byggnader och med en för allmänheten tillgänglig innergård. Husen står ofta direkt intill kanalerna, medan broar, bryggor och trappsteg skapar direktkontakt med vattnet.
Området utformades av den danska arkitektfirman Arkitema i samarbete med den nederländska arkitekten Sjoerd Soeters, men för att säkerställa en varierad stadsbild blev fasaderna till enskilda townhouse ritade av 20 olika arkitektkontor.